# راه‌آهن کریوکیف
راه‌آهن کریوکیف (اوکراینی: Крюківський вагонобудівний завод, КВБЗ) شرکت ترابری ریلی اوکراینی است، که در سال ۱۸۶۹ تأسیس شد.